# Das Fest des Huhnes
Das Fest des Huhnes ist ein 1992 von Walter Wippersberg inszenierter, dem Genre des Mockumentary zuzurechnender österreichischer Film. Es handelt sich hierbei um eine Produktion des ORF-Landesstudio Oberösterreich für die Sendung Kunst-Stücke.

## Handlung
Die Sitten und Gebräuche der in Oberösterreich ansässigen Ureinwohner werden von afrikanischen Forschungsreisenden im Stil europäischer Forschungsreisender beschrieben. Sie stoßen dabei auf völlig neue Kulturphänomene. Wippersberg dreht dabei im Sinne von „Weißsein“ das von europäischen Forschern angewandte Forschungsprinzip um, zuerst ethnologische Studien zu betreiben und das dann in Form eines Dokumentarfilmes der breiten Öffentlichkeit zugänglich zu machen.
Der Titel des Films rührt daher, dass die Forscher die Entdeckung machen müssen, dass die Kirchen leer sind, die Menschen sich jedoch in Zelten zusammenfinden, literweise Bier trinken, dazu hauptsächlich Hühner essen und anschließend dann kollektiv den Vogerltanz aufführen. Sie ziehen daraus den Schluss, dass das Lamm als Opfersymbol vom Huhn abgelöst wurde.
„Das Fest des Huhnes“ fand 1994 seine Fortsetzung in Dunkles, rätselhaftes Österreich.

## Kritiken
- Die österreichische Tageszeitung Der Standard meint: „Zu kühlen wissenschaftlichen Kommentaren des Ethnologen (…) präsentiert der Film einen wunderbar fremden Blick auf das (ober)österreichische Leben. Der sarkastische und perfekt durchgezogene Gegensatz von Bild und Ton verschmilzt zu einer Einheit mit ironischer Sprengkraft.“ Zitiert nach
- Die österreichische Tageszeitung Kurier meint: „Die vielleicht originellste, möglicherweise gemeinste Sendung, die der ORF 1992 ausstrahlte, eine Parodie auf die meist selbstherrlichen, alles interpretierenden Expeditionsfilme, hat mittlerweile schon Kultstatus erreicht.“ Zitiert nach

## Auszeichnungen
- Fernsehpreis der österreichischen Volksbildung